# Jean Bart

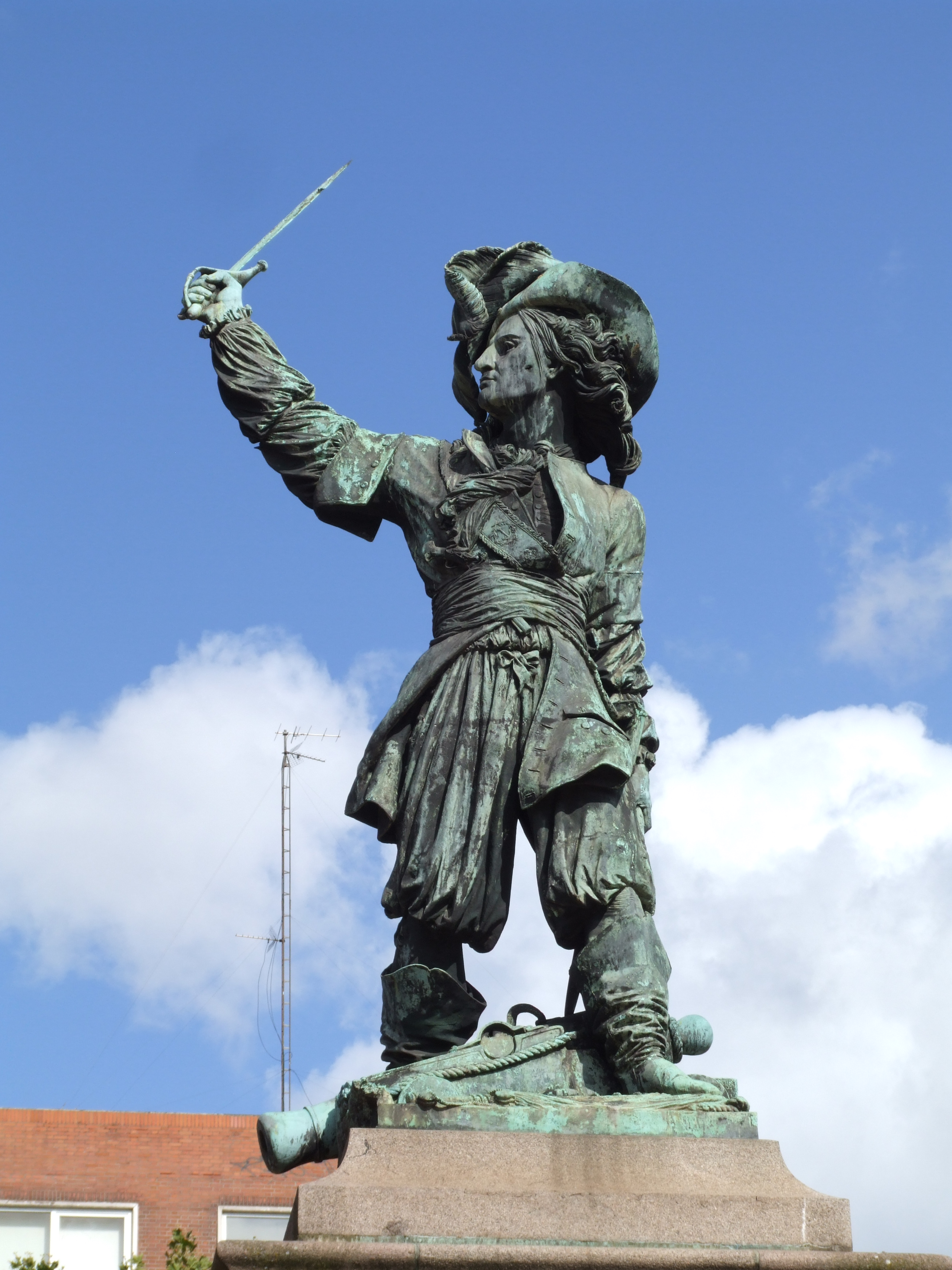
Staty för att hedra Jean Bart på torget Jean Bart i Dunkerque. Skapad av David d'Angers i 1845:e

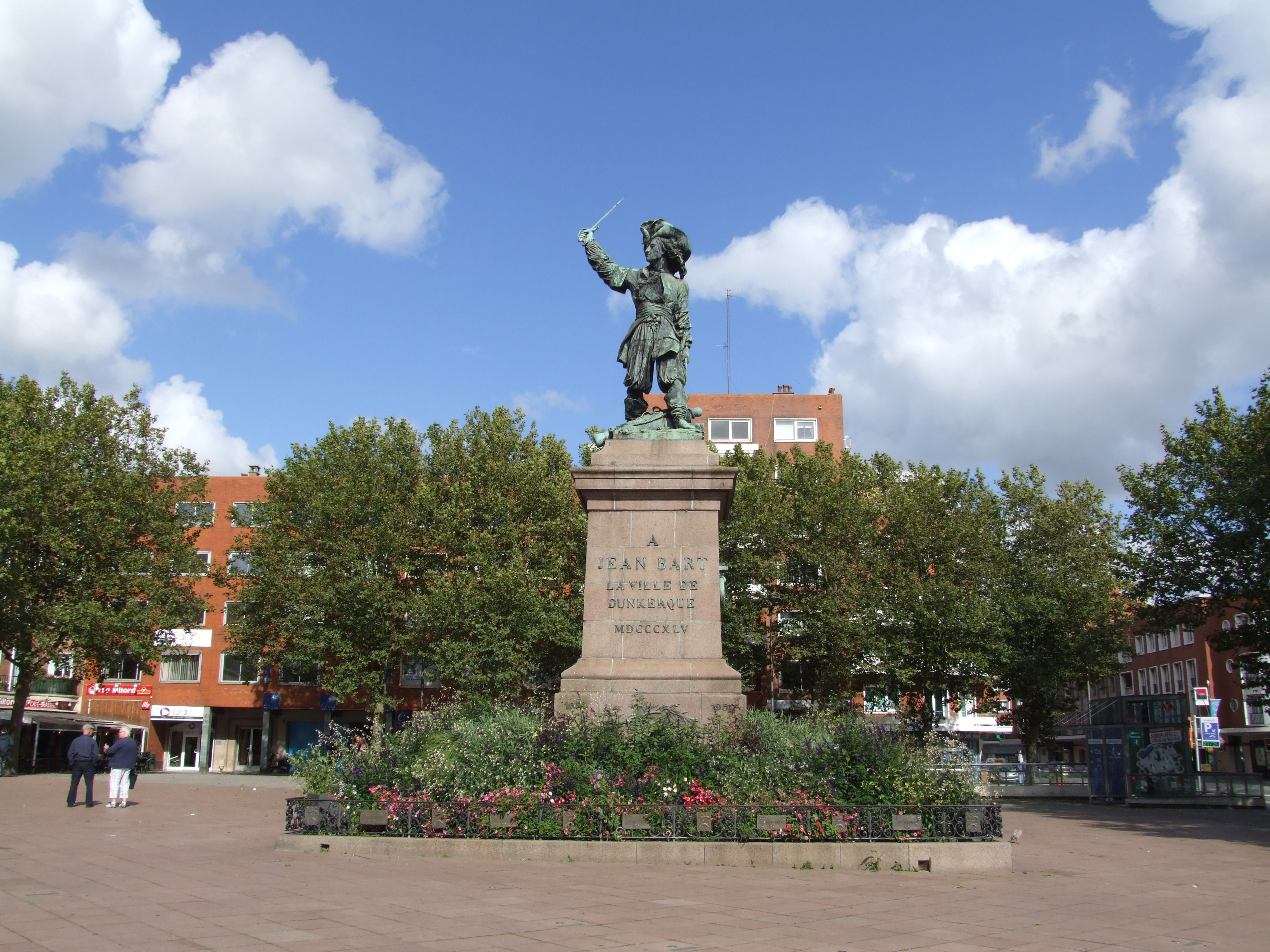
Place Jean Bart i centrala Dunkerque

Jean Bart, född 21 oktober 1651 och död 27 april 1702 var en fransk sjöhjälte.
Bart föddes i Dunkerque och tillbringade sina gossår på smugglar- och fiskarfartyg, innan han gick i holländsk tjänst, där han utmärkte sig i amiral Michiel de Ruyters tjänst. När Holland 1672 kom i krig med Frankrike, återvände Bart hem, och tjänade i början på kaparfartyg och utrustade själv ett sådant, men blev 1679 löjtnant i marinen, 1689 kapten, och utmärkte sig i det nya kriget mot England och Holland. Han främsta insats gjorde han som kapare och han tillfogade fiendernas handel stora förluster. Ofta underlägsen kämpade Bart dock nästan alltid med framgång. År 1694 adlades han, och utnämndes 1697 till amiral och förde samma år prinsen av Conti trots fientliga eskadrar till Danzig.